# فاكوندو بيرازا
فاكوندو بيرازا (بالإسبانية: Facundo Peraza)‏ (27 يوليو 1992 في الأوروغواي - ) هو لاعب كرة قدم أوروغواني في مركز الوسط. لعب سابقاً مع نادي العروبة الإماراتي.

## وصلات خارجية
- فاكوندو بيرازا على موقع قاعدة بيانات كرة القدم.إي يو (الإنجليزية)
- فاكوندو بيرازا على موقع Soccerway.com (الإنجليزية)